# 대한민국 제7대 대통령 선거 통일사회당 후보 선출
통일사회당의 제7대 대통령 후보 지명은 1970년 12월 1일 통일사회당 전당대회에서 당의 부위원장이었던 김철이 당의 제7대 대선 후보로 추대된 것을 말한다.

## 개요
1967년 제6대 대선 때는 대통령 후보를 내지 못했던 통사당은 1970년 12월 1일 임시 전당대회를 개최하고 김철 부위원장을 당의 위원장과 제7대 대통령 후보에 각각 추대했다.
그러나 김철 후보는 1971년 4월 24일 정권 교체를 위해 후보직을 사퇴했다. 사퇴 선언에서 김철 후보는 "보수 야당인 신민당에 지나친 기대를 가질 순 없다"면서도 "민주주의 기본 질서를 수립할 수 있는 정권 교체를 이룩하기 위해 후보를 사퇴한다"고 밝혔다.

## 같이 보기
- 대한민국 제7대 대통령 선거